# باد بيبرا
باد بيبرا (بالألمانية: Bad Bibra) هي بلدة ألمانية تقع في ألمانيا في ساكسونيا أنهالت. يقدر عدد سكانها بـ 2,781 نسمة .

## أعلام
- كريستوف فورستر